# Carmel (Indiana)
Carmel es una ciudad ubicada en el condado de Hamilton en el estado estadounidense de Indiana. En el Censo de 2010 tenía una población de 79191 habitantes y una densidad poblacional de 629,81 personas por km².

## Geografía
Carmel se encuentra ubicada en las coordenadas 39°57′56″N 86°8′54″O / 39.96556, -86.14833. Según la Oficina del Censo de los Estados Unidos, Carmel tiene una superficie total de 125.74 km², de la cual 122.93 km² corresponden a tierra firme y (2.23%) 2.81 km² es agua.

## Demografía
Según el censo de 2010, había 79191 personas residiendo en Carmel. La densidad de población era de 629,81 hab./km². De los 79191 habitantes, Carmel estaba compuesto por el 85.43% blancos, el 2.97% eran afroamericanos, el 0.16% eran amerindios, el 8.85% eran asiáticos, el 0.03% eran isleños del Pacífico, el 0.72% eran de otras razas y el 1.84% pertenecían a dos o más razas. Del total de la población el 2.54% eran hispanos o latinos de cualquier raza.